# Jaferabad, Gulbarga
Jaferabad là một làng thuộc tehsil Gulbarga, huyện Gulbarga, bang Karnataka, Ấn Độ.